# 윌리엄 애비코프
윌리엄 애비코프(William Abikoff, 1944년 8월 18일 ~ )는 미국의 수학자 겸 대학 교수이다. 그는 미국 존스 홉킨스 대학교 겸임교수 직위를 거쳐 미국 코네티컷 주립 대학교 교수를 지냈다.
2012년 1월 1일부터 미국 수학회 최고위원을 지내고 있다.